# ファウスト・ベラ
ファウスト・マリアーノ・ベラ（スペイン語: Fausto Mariano Vera、2000年3月26日 - ）は、アルゼンチンのサッカー選手。ポジションはMF。

## クラブ歴
AAアルヘンティノス・ジュニアーズの下部組織出身でトップチームに昇格した。2018年11月の試合でイグナシオ・メンデスに代わって途中出場し選手初出場を記録した。2020年3月6日にプロ初得点を記録した。

## 代表歴
U-17代表として2017 南米U-17選手権に参加した。また2017年にはU-19代表としてA代表と練習し注目を集めた。
U-20代表では2019 南米ユース選手権、2019 FIFA U-20ワールドカップに参加した。
U-23代表では2019年パンアメリカン競技大会に参加した他、
東京オリンピックにも出場した。